# Нехоричи (община Соколац)
Нехоричи (на сръбски: Нехорићи) е село в Босна и Херцеговина, разположено в община Соколац, в ентитета на Република Сръбска. Населението му според преброяването през 2013 г. е 40 души, от тях: 33 (82,50 %) сърби, 7 (17,50 %) бошняци.

## Население
Численост на населението според преброяванията през годините:
- 1961 – 63 души
- 1971 – 46 души
- 1981 – 88 души
- 1991 – 88 души
- 2013 – 40 души